# Атила Фиола
Атила Фиола (мађ. Attila Fiola; Сексард, 17. фебруар 1990) мађарски је фудбалер.

## Каријера
Игра на позицији одбрамбеног играча. На почетку каријере је наступао за Пакш (2008–2015) и Пушкаш aкадемију (2015–2016) Од 2016. године наступа за Фехервар.
Фиола је био на списку играча Мађарске који је наступао на Европском првенству 2016. Дана 14. јуна 2016. године, играо је у првом мечу групе у победи над Аустријом од 2:0.
Дана 19. јуна 2021. Фиола је постигао важан погодак за Мађарску против Француске у другој утакмици групне фазе Европског првенства 2020; утакмица је завршена резултатом 1:1.

## Статистика

### Репрезентација
| Тим      | Година | Наступи | Голови |
| -------- | ------ | ------- | ------ |
| Мађарска | 2014   | 3       | 0      |
| Мађарска | 2015   | 9       | 0      |
| Мађарска | 2016   | 7       | 0      |
| Мађарска | 2017   | 2       | 0      |
| Мађарска | 2018   | 6       | 0      |
| Мађарска | 2019   | –       | –      |
| Мађарска | 2020   | 5       | 0      |
| Мађарска | 2021   | 5       | 2      |
| Укупно   | Укупно | 37      | 2      |

### Голови за репрезентацију
Голови Фиоле у дресу са државним грбом.
| Бр. | Датум          | Место          | Противник | Гол | Резултат | Такмичење                                |
| --- | -------------- | -------------- | --------- | --- | -------- | ---------------------------------------- |
| 1   | 31. март 2021. | Андора ла Веља | Андора    | 1:0 | 4:1      | Квалификације за Светско првенство 2022. |
| 2   | 19. јун 2021.  | Будимпешта     | Француска | 1:0 | 1:1      | Европско првенство 2020.                 |